# La prepago
La prepago es una telenovela colombiana producida por Sony Pictures Television para RCN Televisión, basada en una historia real.
Protagonizada por Lilo de la Vega y Andrés Sandoval, Julián Román, coprotagonizada por Natalia Durán, Juliana Robledo y Katherine Porto y con las participaciones antagónicas de Luis Eduardo Arango, Alejandro Aguilar y Didier Van Der Hove.

## Argumento
La prepago se centra en la historia de una mujer que lleva una doble vida: por un lado el de una bella estudiante universitaria del Valle del Cauca con una vida romántica normal y de familia tradicional, y por otro lado, el de una cotizada trabajadora sexual. El material publicitario describe al personaje principal como una mujer que vive en dos mundos muy diferentes. Se refiere a una universitaria quien, por necesidades económicas y familiares decide convertirse en acompañante sexual a escondidas de su familia y su novio y luego se ve involucrada en la muerte de un poderoso político. 
Ana Lucía es una mujer que tuvo que afrontar las consecuencias de su triste historia pero como bien saben y lo explicó ella esto se convierte en una gran adicción lo cual hay que hacer evitar a nuestros amigos compañero o personas que veamos involucradas como hay un dicho a mal paso darle prisa. Mantiene un noviazgo con David desde hace algún tiempo. Él, es el gran amor de Ana Lucía y proviene de una familia rica, dueña de empresas y fábricas de Joyas. Ambos viven en la capital en apartamentos distintos, pero asisten a la misma universidad y proyectan la imagen de una pareja perfecta. Pero la idílica situación de Ana Lucía, justo al finalizar el primer semestre, empieza a complicarse: Su padre es despedido del trabajo y con ello su familia pierde su principal sustento económico. Esto hace que su vida empiece a tener toda clase de carencias que nunca imaginó vivir, y que el hogar donde habitan sus padres y hermanos quede en riesgo de ser embargado. Además, para empeorar su situación el trato clasista y excluyente que le dan sus suegros, empieza a volverse más agudo cuando ellos notan que su hijo se enamora cada vez más de esta chica sin dinero y abolengo. Viendo que el riesgo de perder la casa es inminente, y que la vida amorosa con su novio empieza a minarse con el regreso de Paola, una exnovia despampanante, que goza con la venia de los padres de David. Ana Lucía acude a Carolina, una compañera de universidad, quien al verla tan desesperada por conseguir dinero le confiesa que ella se gana la vida como prepago, lo cual ha resultado ser un trabajo increíble hablando solo de las ganancias económicas. Ana Lucía, en medio de su desesperación, acepta el trabajo que su amiga le propone, siendo esta su puerta de entrada al mundo de la prostitución. Es así que Carolina le presenta a Don Rey, el hombre que la administra a ella y a un selecto y cuidadosamente formado séquito de mujeres hermosas que sólo son contratadas por hombres muy adinerados y de la alta sociedad. Ana Lucía es contratada después de pasar varias pruebas de conversación, inteligencia, modales y por supuesto, destrezas amatorias. Don Rey sabe que sus clientes buscan acompañantes de lujo y Ana Lucía entra a formar parte de sus chicas sin dificultad. Sin medir las consecuencias y convencida de que rápidamente podrá obtener el dinero que necesita para suplir sus problemas inmediatos.
Ana Lucía entrará en un mundo del que le será muy difícil escapar, que cuestionará fuertemente sus principios, pondrá en riesgo su relación con David y con su familia, y que la obligará a vivir en permanente contradicción. La suya será una doble vida, Para sus conocidos seguirá siendo Ana Lucía, una estudiante inteligente, incansable y rebelde. Una hija ejemplar. Para sus clientes será simplemente “Andrea”, la mujer con la que podrán hacer realidad cada una de sus fantasías. Andrea se ve involucrada en situaciones extremas, en las que incluso llega a poner en peligro su vida, cada día se vuelve más complicado mantener en secreto su otra identidad frente a su familia, dado que Don Rey quiere conquistar a su hermana Joana y su hermano Jimmy resulta involucrado en negocios turbios y en las apuestas clandestinas y secretas de Don Rey.

## Reparto
- Lilo de la Vega - Ana Lucia Barrera / Andrea
- Andrés Sandoval - David
- Julián Román - Wilson
- Natalia Durán - Carolina
- Juliana Robledo - Paola Cabal
- Luis Eduardo Arango - Reinaldo “Don Rey”
- Katherine Porto - Erika
- Javier Delgiudice - Dr Valencia Guerra
- Natalia Ramírez - Maria del Pilar
- Alejandro Aguilar - Jimmy
- Greeicy Rendón - Johana Barrera
- Carmenza González - Ana de Barrera
- Diego León Hoyos - Misael Barrera
- Sofia Ortiz - Estefania
- Didier Van Der Hove - Patrick Mackensie
- Pedro Pallares - Moritz Levy
- Daniel Rengifo - Faustino "Tino" Bejarano
- Giancarlo Mendoza - Marco
- Sergio Gonzalez - Samuel "Tio Sam" Bejarano
- Victoria Hernández - Coronel Alzate
- Ilja Rosendahl - Jean Louis
- Alejandra Franco - La Mona
- Jordana Issa - Laura
- Nicolás Nocceti - Roberto Vasco
- Juan Carlos Pérez Almanza - Disparador

## Premios y nominaciones

### Premios TVyNovelas
| Año  | Categoría                                | Nominado                                               | Resultado |
| ---- | ---------------------------------------- | ------------------------------------------------------ | --------- |
| 2014 | Novela Favorita                          | La prepago                                             | Nominada  |
| 2014 | Mejor actriz protagónica de serie        | Lilo De La Vega                                        | Nominada  |
| 2014 | Villana Favorita de Telenovela           | Andrea López                                           | Nominada  |
| 2014 | Villana Favorita de Telenovela           | Alexandra Serrano                                      | Nominada  |
| 2014 | Villano Favorito de Telenovela           | Luis Eduardo Arango                                    | Ganador   |
| 2014 | Villano Favorito de Telenovela           | Martín Karpan                                          | Nominado  |
| 2014 | Actor de reparto favorito de telenovela  | Fernando Solórzano                                     | Nominado  |
| 2014 | Actor de reparto favorito de telenovela  | Freddy Ordóñez                                         | Ganador   |
| 2014 | Actriz de reparto favorita de telenovela | Margalida Castro                                       | Ganadora  |
| 2014 | Actriz de reparto favorita de telenovela | Valentina Lizcano                                      | Nominada  |
| 2014 | Tema Musical Favorito                    | «Sólo tú» de Jimmy Pulido López y Fabo Romero          | Ganador   |
| 2014 | Director Favorito de Telenovela o Serie  | Juan Camilo Pinzón, Unai Amuchástegui, Víctor Cantillo | Ganador   |
| 2014 | Libretista Favorito                      | Jörg Hiller, Claudia Sánchez, Catalina Coy             | Ganador   |